# Нистеталь
Нистеталь (нем. Niestetal) — община в Германии, в земле Гессен. Подчиняется административному округу Кассель. Входит в состав района Кассель. Население составляет 10 531 человек (на 31 декабря 2010 года). Занимает площадь 22,15 км².

## Города побратимы
- Шаркад, Венгрия